# Makbet

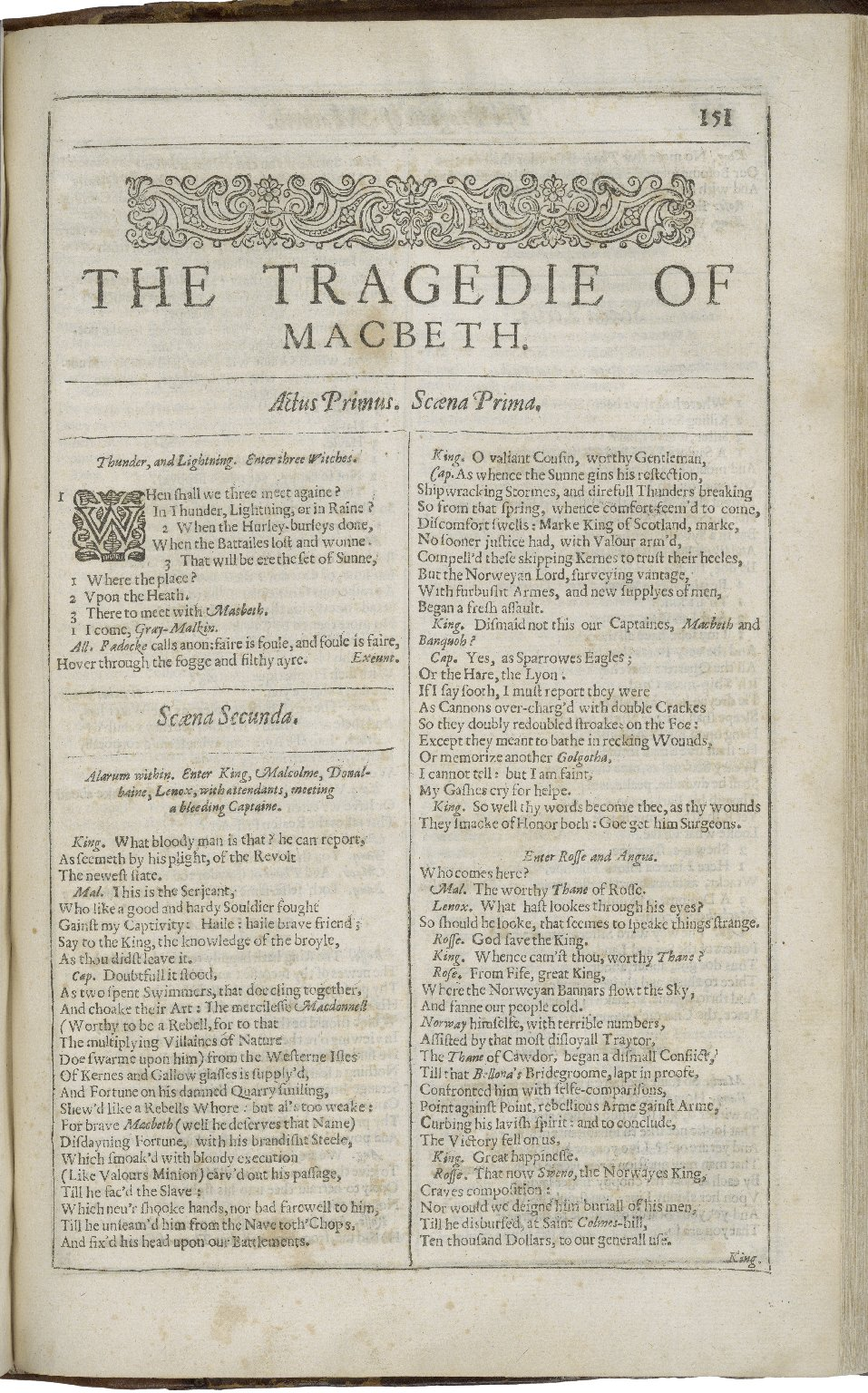

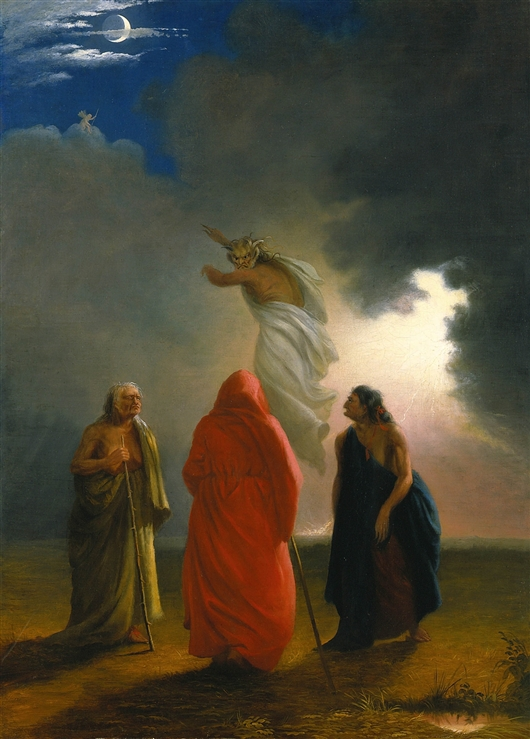
Scena z Makbeta przedstawiająca trzy wiedźmy wyczarowujące zjawę, akt IV, scena I; mal. William Rimmer

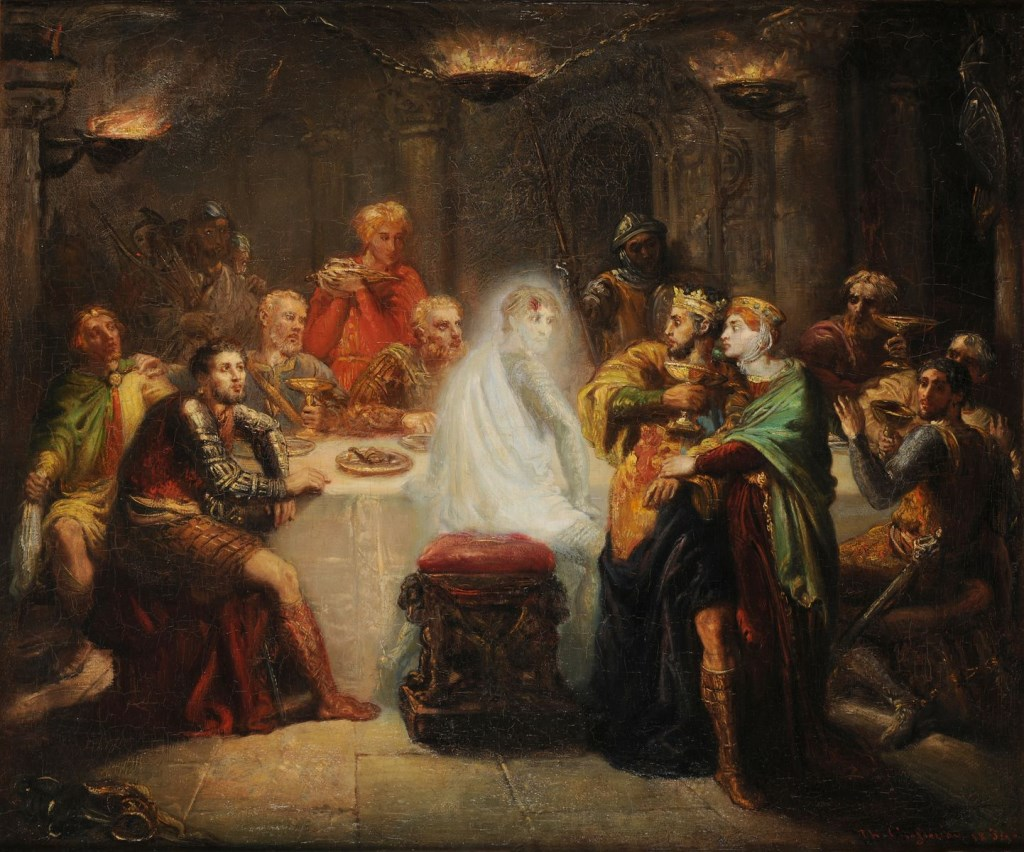
Duch Banka, autor: Théodore Chassériau

Makbet (ang. Macbeth) – tragedia Williama Shakespeare’a napisana około roku 1606, należy do najczęściej wystawianych i adaptowanych sztuk szekspirowskich, jest również najkrótszą tragedią jego autorstwa.
Sztuka oparta została na przekazach historycznych dotyczących króla szkockiego Makbeta spisanych w kronice Raphaela Holinsheda (ok. 1570–1577), a pośrednio na kronice Historia gentis Scotorum (1527) Hectora Boece (która była źródłem dla Holinsheda).
Na język polski tłumaczony był Makbet wielokrotnie, m.in. przez Stanisława Egberta Koźmiana, Józefa Paszkowskiego, Leona Ulricha, Jana Kasprowicza, Krystynę Berwińską i Jerzego Sitę, lecz według krytyków, takich jak Jan Kott czy Tadeusz Łomnicki, najlepiej przetłumaczył go Stanisław Barańczak.
Na scenie polskiej Makbet został po raz pierwszy wystawiony w roku 1812 w teatrze Wojciecha Bogusławskiego.
Sztuka jest archetypiczną opowieścią o niebezpieczeństwach związanych z żądzą władzy i zdradą przyjaciół. Obecny jest w niej wątek charakterystyczny dla średniowiecznego moralitetu: główny bohater ulega pokusie władzy, następuje jego stopniowy upadek moralny, aż do zbrodni, która pociąga za sobą kolejne, nie mija go jednak kara – traci wewnętrzny spokój i poczucie sensu życia.

## Fabuła
Król Dunkan jest władcą Szkocji. Za jego panowania państwo rozwija się, wojsko zwycięża wrogów, mimo że zdarzają się zdrajcy (jak tan Kawdoru). Makbet, krewny króla, wraz z przyjacielem, Bankiem, są walecznymi żołnierzami odnoszącymi sukcesy (na wojnie z Norwegią), patriotami.
Po bitwie pod Forres Makbet i Banko spotykają trzy wiedźmy. Wiedźmy pozdrawiają Makbeta tytułując go tanem Glamis, tanem Kawdor i przyszłym królem. Banko zostaje nazwany „ojcem królów”. Makbet jest zaskoczony. W chwili kiedy czarownice mówią te słowa jest już tanem Glamis (tytuł odziedziczył po ojcu), jednak nie posiada tytułu tana Kawdor, a tym bardziej króla. Po zniknięciu czarownic, zjawiają się królewscy posłańcy, którzy informują Makbeta, że w uznaniu jego zasług król mianuje go tanem Kawdor. Od tego czasu Makbet zaczyna poważniej traktować słowa czarownic.
Mimo wewnętrznych oporów Makbet pod dużym wpływem swojej żony, Lady Makbet, zwabia Dunkana (który ma do niego pełne zaufanie) w pułapkę – do swojego zamku w Inverness i tam pozbawia go życia. O królobójstwo oskarżeni zostają królewscy strażnicy, następnie zabici przez Makbeta. Jednak syn Dunkana – Malkolm, a także tanowie – Makduf i Lennox zaczynają coś podejrzewać i w obawie o swoje życie uciekają za granicę. Następnie odbywa się koronacja królobójcy.
Coraz bardziej odchodzący od zmysłów Makbet zleca zamordowanie Banka i jego syna, Fleance’a. Banko ginie, ale Fleance’owi udaje się uciec. Makbet zaczyna mieć zwidy, ukazuje mu się duch Banka. Wyrusza do wiedźm żądając kolejnych przepowiedni. Te odpowiadają mu, że nie zginie z ręki człowieka zrodzonego z kobiecego łona i Nie tknie Makbeta żaden cios morderczy, Póki Las Birnam ku Dunzynańskiemu Wzgórzu nie pójdzie walczyć przeciw niemu, co uspokaja królobójcę. Dalsze przepowiednie dotyczące potomstwa Banka są niejasne, następnie wiedźmy znikają.
Z rozkazu Makbeta giną żona i dzieci Makdufa, przez co synowie Dunkana decydują się powrócić z Anglii do Szkocji i odzyskać tron. Lady Makbet podobnie jak mąż zaczyna tracić zmysły i popełnia samobójstwo. Tymczasem Malkolm i Makduf gromadzą wojska w okolicy zamku dunzynańskiego i lasu Birnam. Malkolm rozkazuje każdemu żołnierzowi zerwać pojedynczą gałązkę, aby wraz z nią maszerował w stronę zamku. Ma to wprowadzić w błąd co do liczby żołnierzy. Żołnierze Makbeta oświadczają mu, że to Las Birnam ich zaatakował. Dochodzi do bitwy. Podczas walki Makdufa z Makbetem ten drugi zostaje pokonany. Królobójca przypomina Makdufowi o przepowiedni, że nie miał zginąć z ręki człowieka zrodzonego z kobiecego łona, na co Makduf odpowiada, że przyszedł na świat poprzez cesarskie cięcie i to jego dotyczy przepowiednia. Makbet zostaje zabity, a jego głowa zostaje nadziana na pal. Władzę obejmuje Malkolm – prawowity król.

## Bohaterowie
- Dunkan – Król Szkocji
  - Malkolm – starszy syn Dunkana
  - Donalbein – młodszy syn Dunkana
- Makbet – wódz w armii króla Dunkana; najpierw tan Glamis, później tan Cawdoru, a następnie król Szkocji po zamordowaniu Dunkana
- Lady Makbet – żona Makbeta, później królowa Szkocji
- Banko – przyjaciel Makbeta i II wódz armii Dunkana
  - Fleance – syn Banka
- Makduf – tan Fife
  - Lady Makduf – żona Makdufa
  - Syn Makdufa
- Ross, Lennox, Angus, Menteith, Caithness – panowie szkoccy
- Siward – dowódca wojska angielskiego
  - Siward młody – syn Siwarda
- Sejton – poddany Makbeta
- Hekate – królowa czarownic
- Trzy czarownice – przepowiadają Makbetowi, że zostanie królem
- Zbójcy
- Odźwierny – portier w zamku Makbeta
- Doktor – lekarz Lady Makbet
- Dama – służąca Lady Makbet

### Adaptacje filmowe
- Makbet, film z 1916 roku w reżyserii Johna Emersona
- Makbet, film z 1948 roku w reżyserii Orsona Wellesa
- Tron we krwi film z 1957 roku w reżyserii Akiry Kurosawy osadzony w feudalnej Japonii.
- Tragedia Makbeta, film z 1971 roku w reżyserii Romana Polańskiego
- Makbet, film z 1978 roku w reżyserii Philipa Cassona
- Macbeth, australijski film z 2006 roku w reżyserii Geoffreya Wrighta osadzony we współczesnym Melbourne
- „Macbeth 2007” Grzegorza Jarzyny
- Makbet, spektakl telewizyjny z 2010 roku w reżyserii Andrzeja Wajdy
- Makbet, film z 2015 roku w reżyserii Justina Kurzela

### Inne adaptacje
- Makbet – opera Giuseppe Verdiego z 1847 roku
- Trzy wiedźmy – parodia Makbeta autorstwa Terry’ego Pratchetta, powieść fantasy z cyklu Świat Dysku.
- Szybki Makbet – skecz Kabaretu Potem.
- Macbeth – książka autorstwa Jo Nesbo, napisana dla akcji Projekt Szekspir, w ramach której zaproszono poczytnych współczesnych pisarzy do przepisania na nowo utworów angielskiego dramaturga na 400-lecie jego śmierci.

## Polskie przekłady
- Ignacy Hołowiński
- Stanisław Egbert Koźmian
- Józef Paszkowski
- Leon Ulrich
- Jan Kasprowicz
- Krystyna Berwińska
- Jerzy S. Sito
- Stanisław Barańczak
- Maciej Słomczyński
- Zofia Siwicka
- Antoni Libera
- Piotr Kamiński
- Ryszard Długołęcki